# Luís de Vasconcelos e Sousa
Luís de Vasconcelos e Sousa, tercer conde de Castelo Melhor, (15 de agosto de 1636, 15 de septiembre de 1720) fue un político portugués y primer ministro.
Fue el favorito real y gobernador efectivo de Portugal entre 1662 y 1667 durante el reinado de Alfonso VI de Portugal. Fue responsable de la exitosa guerra contra España, tras la cual España reconoció la independencia de Portugal en 1668. 
Poco después de que Alfonso VI alcanzara la mayoría de edad en 1662, Luís de Vasconcelos vio la oportunidad de ganar poder en la corte haciéndose amigo del rey, el cual era mentalmente inestable. Consiguió convencerle de que su madre, Luisa de Guzmán, planeaba quitarle el trono y exiliarle. Como resultado, Alfonso se hizo cargo del trono y su madre fue enviada a un convento.
El rey lo nombró su notario secreto (escrivão da puridade), un puesto en el que el favorito era capaz de ejercer las funciones de primer ministro.
Se sobrepuso a las dificultades que hasta ahora había acosado a Portugal en la guerra contra España, reorganizando las tropas (ahora reforzadas por un contingente inglés en virtud de la boda entre el rey Carlos II con Catalina de Braganza) y encargado su mando a generales competentes. Por consiguiente, la guerra de Restauración portuguesa entró en una fase victoriosa para Portugal (1663–65), y España empezó las negociaciones de paz.
El acuerdo se mostró difícil de mantener, y mientras tanto la situación política interna portuguesa se deterioró. Luís de Vasconcelos y su partido francófilo fueron perdiendo terreno respecto al partido anglófilo. El rey fue obligado a despedirlo el 9 de septiembre de 1667, en un golpe palaciego organizado por la esposa del rey María Francisca de Saboya-Nemours y su hermano Pedro. Poco después, el propio rey fue privado del poder. 
Se exilió en París y luego en Londres, pero en 1685 se le permitió volver a Portugal y, dos años después, a la corte. Tras el acceso al trono de Juan V (1706), fue nombrado a concejal de estado y continuó ocupando una posición de distinción hasta su muerte.